# 王向
王向（？—23年），新朝宗室，王莽三叔平阿侯王譚之子，王仁、王去疾、王閎之弟。

## 生平
王向在新朝担任安定大尹。23年，成纪人隗嚣响应刘玄的汉军，当上将军，七月廿二日，祭祀汉高祖、汉太宗、汉世宗，声讨王莽罪行。统率军队十万，击杀雍州牧陈庆。将攻安定郡。王向威风能行於他的辖区，属县没有反叛新朝之人。隗嚣写信给王向，向他说明天命，反复诲示，王向终不从。于是进攻克安定郡，安抚百姓，然后杀死王向，安定属县都投降。然后隗嚣分别派出将领，攻打陇西郡、武都郡、金城郡、武威郡、张掖郡、酒泉郡、敦煌郡，全部攻克。